# Codex de Florence
Le Codex de Florence (fréquemment nommé aussi Codex florentin) est le nom usuel du manuscrit de l'Histoire générale des choses de la Nouvelle Espagne (Historia general de las cosas de nueva España), encyclopédie du monde aztèque, à l'époque faisant partie de la Nouvelle Espagne, composée de trois volumes divisés en 12 livres, établie au Mexique sous la supervision du moine franciscain Bernardino de Sahagún entre 1558 et 1577. L'ouvrage comporte un texte nahuatl, un texte espagnol et des illustrations. Le codex est conservé à la Bibliothèque Laurentienne de Florence en Italie (Mediceo Palatino 218-20).

## Histoire

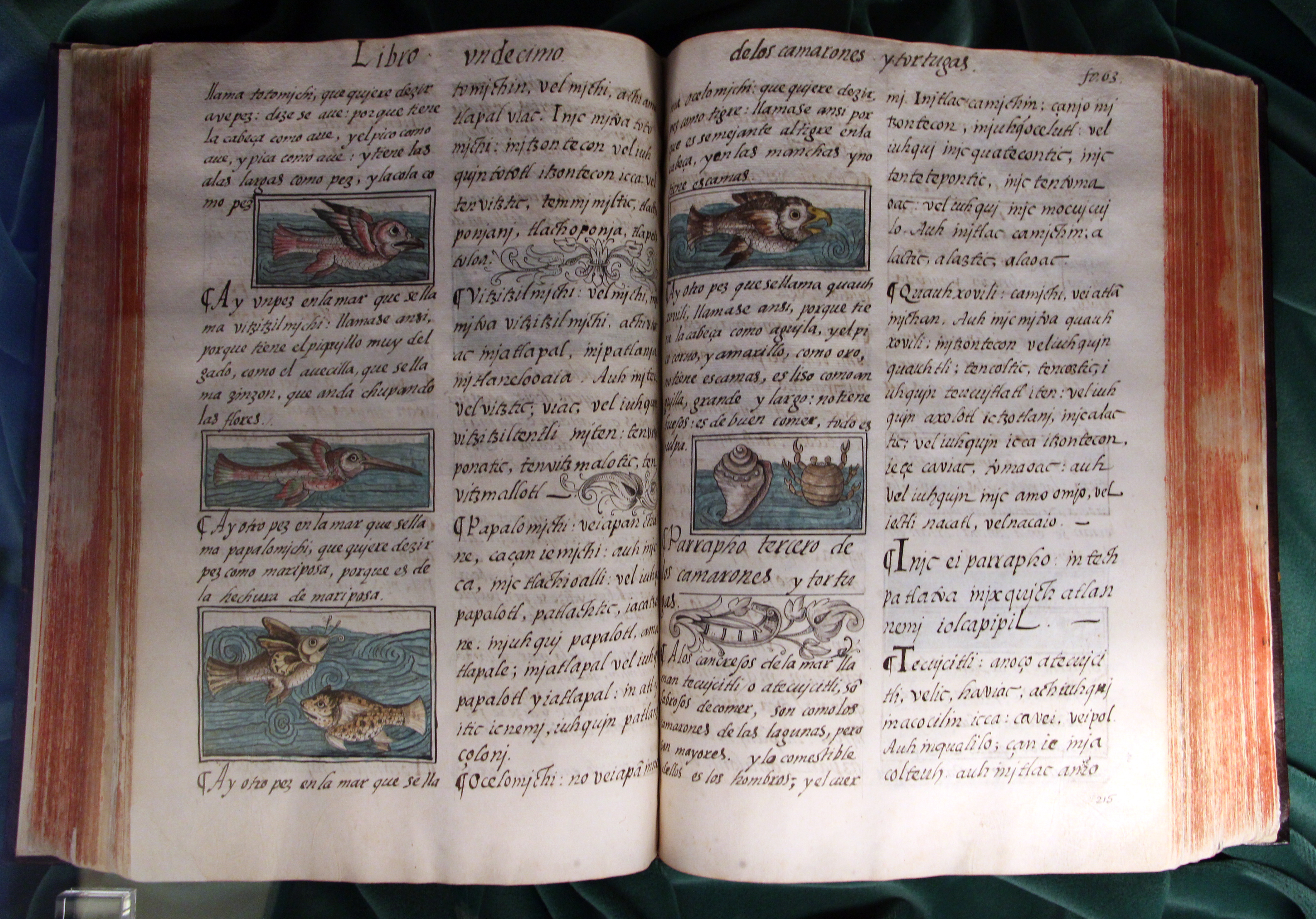
Photographie d'un des tomes du manuscrit original.

En 1558, le supérieur de l'ordre des Franciscains demande à Bernardino de Sahagún d'écrire un rapport sur la religion et la coutumes de la Nouvelle Espagne afin d'aider les missionnaires à convertir les Amérindiens à la religion catholique.
Le frère Bernardino s'est inspiré des encyclopédies médiévales pour établir son projet. Deux groupes lui ont servi de source : 
- les aînés d'un certain nombre de villes du Mexique central d'un côté (appelés principales),
- de jeunes membres de la noblesse nahua élèves au collège de Santa Cruz de Tlatelolco tenu par les Franciscains à Mexico.

Les premiers ont répondu à des questionnaires établis par Sahagún en écriture aztèque qui a été interprétée et transcrite phonétiquement par les seconds en écriture latine en langue nahuatl. Le moine franciscain en a établi lui-même la traduction en espagnol. Dans le prologue de l'ouvrage, il rappelle que ce travail lui a pris une vingtaine d'années et s'est achevé en 1569.
En 1570, Sahagún transmet un premier jet de son rapport à ses supérieurs hiérarchiques. Ces derniers émettent des critiques sur ce travail, craignant qu'il n'encourage l'idolâtrie. Ils voient aussi dans l'emploi de scribes amérindiens un gaspillage d'argent. Ses manuscrits lui sont confisqués. Finalement, il parvient à les récupérer en 1575 et le nouveau commissaire général de l'ordre franciscain pour la Nouvelle Espagne, Rodrigo de Sequera ainsi que Juan de Ovando, président du Conseil des Indes, lui permettent d'achever la rédaction et la traduction complète de son travail. La rédaction des douze livres est achevée par les scribes nahuas en 1577 et ces derniers ont illustré eux-mêmes le texte. Le travail est réalisé alors qu'une épidémie ravage la ville de Mexico.
Cette même année 1577, Philippe II d'Espagne ordonne de saisir l'ensemble des travaux de Sahagún pour éviter leur circulation et les fait rapatrier en Espagne. Sequera parvient à préserver le présent codex et le rapporte en Espagne au début de l'année 1580. On ignore exactement comment le manuscrit a abouti à Florence. Il serait entré dans la bibliothèque du Grand-duc de Toscane vers 1588. En effet, en 1589, le peintre Ludovico Buti  réalise une fresque pour un plafond de la Galerie des Offices dont l'iconographie est fortement inspirée des illustrations du codex. Les grands ducs François Ier de Médicis et son frère Ferdinand Ier de Médicis sont en effet amateurs d'art précolombien et possèdent déjà une riche collection dans le domaine. Une hypothèse explique l'arrivée du manuscrit par l'ambassade espagnole à Florence de Luis de Velasco y Castilla, fils du vice-roi de Nouvelle-Espagne et lui-même futur vice-roi. Il est en effet envoyé par Philippe II en 1588 pour féliciter Ferdinand Ier de son accession au trône. L'ouvrage pourrait avoir servi de cadeau diplomatique. Il n'apparaît officiellement qu'en 1793 dans le catalogue de la bibliothèque laurentienne rédigé par Angelo Maria Bandini, alors que la bibliothèque du grand duc vient d'y être intégrée.

## Description

### Plan
Composé de trois volumes de 31,8 X 21 cm, l'ouvrage est divisé en douze livres: les livres 1-3 sont consacrés aux croyances religieuses des Mexicains ; les livres 4-5 à l'astronomie et à la divination; le livre 6 contient des prières et des discours traditionnels typiques de la rhétorique nahuatl; le livre 7 traite du soleil, de la lune et des étoiles; le livre 8 du commerce; le livre 9 d'histoire; le livre 10 décrit la société aztèque; le livre 11 est un traité d'histoire naturelle; le livre 12 relate la conquête espagnole.

### Langues utilisées
Le Codex de Florence est initialement un texte en langue nahuatl, rédigé par les étudiants trilingues en nahuatl, et un texte en espagnol et en latin de Bernardino de Sahagún. Le texte en langue nahuatl est rédigé au moyen de l'alphabet latin, conformément au code d'écriture phonétique établi par les franciscains dès leur installation à Mexico en 1524 - et non selon le système d'écriture précolombien des scribes mexicas ("à mi-chemin entre la simple figuration pictographique, l'idéogramme et le symbole phonétique" selon G. Baudot).
Le texte nahuatl figure dans la colonne de droite du codex, et certaines parties du texte sont traduites en espagnol dans la colonne de gauche. Toutefois, de nombreux fragments ne sont pas traduits ou sont simplement résumés. Certaines parties de la traduction ont été censurées par l'Église ou réécrites par Sahagún.

### Illustrations
Dans la colonne de gauche figurent avec le texte espagnol de nombreuses illustrations, dont le nombre s'élève à 2 468, réalisées par des tlacuilos (peintres) aztèques ayant appris les techniques européennes. Selon Diana Magaloni Kerpel, les illustrations sont le résultat de la collaboration d’un assez grand nombre de personnes. 4 « maîtres » (associés à 4 styles) ont pu être identifiés dans les illustrations du codex : le Maître des deux Traditions, le Maître des profils en trois quarts, le Maître des longs nez et le Maître de la coloration complexe de la peau.

### Le livre XII
Centré sur la conquête espagnole du Mexique, le livre XII « est incontestablement le plus important des récits de la conquête en langue nahuatl dont nous disposons aujourd'hui », selon son traducteur en français G. Baudot.
Comme d'autres récits aztèques de la conquête rédigés en langue nahuatl, il est l'héritier de traditions précolombiennes concernant la notation et la conservation des événements historiques. Dans sa préface à ce livre, G. Baudot identifie notamment la trace du genre littéraire précolombien de l’Itoloca (« ce que l'on dit de quelqu'un »), qui signifie « à la fois le souvenir magnifié par le mythe, la sagesse que les [...] savants tiraient des enseignements du passé, et le souci de donner à cette préservation le caractère d'une leçon exemplaire ». « L’Itoloca relevait parfois de l'élaboration poétique ».
Considéré d'un point de vue idéologique, le livre XII donne de la conquête une version tlatelolca, parfois défavorable à Mexico (à Tenochtitlan). Il souligne ainsi, par exemple, l'héroïsme du seigneur de Tlatelolco dans la lutte contre les Espagnols, et dénonce la trahison de la noblesse de Tenochtitlan.

## Réception en Europe
Ce document a constitué une des sources majeures d'information sur la vie des Aztèques avant la conquête espagnole, bien qu'aucun exemplaire du Codex de Florence complet avec toutes ses illustrations n'ait été publié avant 1979. On ne disposait auparavant que de la version espagnole revue et corrigée.
Georges Baudot et Tzvetan Todorov soulignent le retard avec lequel le Codex de Florence, comme d'autres récits aztèques centrés en partie ou en totalité sur la conquête de l'Amérique, « textes comparables en qualité et en importance aux épopées homériques ou à l'histoire d'Hérodote », ont été rendus accessibles aux lecteurs européens. « Dans un premier temps, ces écrits, qui ont été établis au XVIe siècle, ont été interdits, cachés, censurés ou même détruits ».
Selon ces mêmes auteurs, les raisons pour lesquelles ces œuvres ont été occultées pendant plusieurs siècles sont à chercher sans doute « dans le désir plus ou moins conscient des Européens d'imaginer le continent américain, au moment de la conquête, comme quasiment inhabité, ou bien peuplé seulement par des sauvages, dont l'extermination ne saurait être considérée comme un trop grand crime ».

## Les différentes versions du Codex
- Il existe une version du document de Sahagún en espagnol seulement. Cette copie fut emportée en Europe en 1580 par Rodrigo de Sequera, le protecteur de Sahagun ; ce document est également appelé manuscrit Sequera.
- Le texte espagnol constitue la base du livre Historia General de las Cosas de Nueva España (Histoire générale des choses de la Nouvelle-Espagne) conservé à la Bibliothèque Laurentienne de Florence.
- Les Codices Matritenses sont des compilations des mêmes sources que le Codex de Florence, correspondant aux données collectées en nahuatl à Tepepulco, Tlatelolco et Texcoco. Les Codices Matritenses, conservés dans les bibliothèques du Palais Royal et de l'Académie Royale d'Histoire de Madrid, sont d'une part ceux datant du séjour de Sahagún à Tepepulco, connus sous le nom de Primeros Memoriales, et d'autre part ceux de Tlatelolco, qui comprennent les Segundos Memoriales, Memoriales en tres columnas et Memoriales con escolios.
- Une version courte de ce document, Breve compendio de los soles idolátricos que los indios desta Nueva España usaban en tiempos de su infidelidad, fut envoyée par Sahagún au pape Pie V.

#### Édition du texte traduit en français
Récits aztèques de la conquête, textes traduits du nahuatl par Georges Baudot et de l'espagnol par Pierre Cordoba, annotés par G. Baudot, Seuil, 1983. Cet ouvrage permet de lire en traduction française (p. 49 à 149) le livre XII du Codex de Florence intégralement.

#### Études
- (en) The World of the Aztecs in the Florentine Codex : [exposition, Biblioteca Medicea Laurenziana, 29-30 septembre 2007], Florence, Mandragora, 2007, 63 p. (ISBN 978-88-7461-102-7)
- (en) Gerhard Wolf, Joseph Connors (dir.), Colors between two worlds : the Florentine Codex of Bernardino de Sahagún, Florence ; Milano, Kunsthistorisches Institut ; Villa I Tatti ; Officina libraria, 2011
- Serge Gruzinski, L’Amérique de la conquête peinte par les Indiens du Mexique, Paris, Flammarion, 1991
- (en) Diana Magaloni Kerpel, The Colors of the New World : Artists, Materials and the Creation of the Florentine Codex, Los Angeles, The Getty Research Institute, 2014.